# Герб Гуляйполя
Герб Гуляйпо́ля — офіційний геральдичний символ міста Гуляйполя Запорізької області, затверджений 10 квітня 2003 р. рішенням N2 VII сесії Гуляйпільської міської ради XXIV скликання.  Герб є напівпромовистим.

## Опис
Щит перетятий на лазурове та зелене поля, у центрі біжить срібний кінь-тарпан.
Щит обрамований декоративним картушем і увінчаний срібною міською короною з трьома вежками.
Автор — Василь Григорович Коростильов.

## Значення символів
Срібний кінь-тарпан є втіленням волелюбності й свободи. Лазур означає чисте небо, зелений — широкий степ. Разом символи вказують на назву поселення.